# Hebius pryeri
Espèce
Synonymes
- Tropidonotus pryeri Boulenger, 1887
- Amphiesma pryeri (Boulenger, 1887)

Hebius pryeri est une espèce de serpents de la famille des Natricidae. 

## Répartition
Cette espèce est endémique de l'archipel Nansei au Japon.

## Étymologie
Cette espèce est nommée en l'honneur d'Henry James Stovin Pryer (1850–1888).

## Publication originale
- Boulenger, 1887 : On a collection of reptiles and batrachians made by Mr. H. Pryer in the Loo Choo Islands. Proceedings of the Zoological Society of London, vol. 1887, p. 146-150 (texte intégral).